# Справжні попелиці
Справжні попелиці (Aphididae) — родина напівтвердокрилих комах надродини Попелиці (Aphidoidea). Відомо понад 4700 описаних видів, з них в Україні — 700 видів. Серед представників родини багато сільськогосподарських шкідників (близько 200 видів).

## Опис
Довжина тіла — 0,5-8 мм. Деякі види настільки малі, що вони можуть переноситися вітром на досить великі відстані. Вони часто мають зелене забарвлення, але можуть бути червоного або коричневого кольору. Вони рухаються дуже повільно і не можуть стрибати або бігати.

## Спосіб життя
Дорослі особини попелиці та її личинки досить рухливі, у деяких є крила. Зазвичай вони селяться цілими колоніями на кінцях молодих пагонів, бутонах і на нижній стороні листочка. 
Попелиця висмоктує з рослин соки, що призводить до скручування листя і деформації бутонів. Також попелиця є основним переносником збудників вірусних захворювань рослин. 
Від виділень цієї комахи листя стають липкими, на них з часом з'являється темно-сірий наліт — сажистий гриб.

## Розмноження
У попелиць дуже складний цикл розвитку. Для них найтиповішим є цикл розвитку із зимуючими заплідненими яйцями. Навесні з цих яєць виходять безкрилі самиці, які розмножуються партеногенетично, тобто без участі партнера. Ці самки народжують живих дитинчат.

## Симбіоз з мурахами
Більшість видів попелиць виділяють солодкі екскременти, які називають медяною росою. Причина виділення цієї субстанції полягає в тому, що в цих комах ніжні покриви тіла, через які легко випаровується вода. Саме тому попелиці багато «п'ють», щоб не загинути від висихання. Соки рослин для попелиці — не тільки напій, але і їжа. Ці комахи поглинають величезну кількість соків, тому надмірний цукор виводиться з організму в неперетравленому вигляді. Цікаво, що в жарких регіонах попелиці виділяють набагато більше медяної роси, ніж у районах з вологим кліматом. Солодкими екскрементами попелиць живляться мурашки. Завдяки цьому між ними за тисячоліття виробилися певні складні відносини: деякі види попелиць і мурашок настільки зблизилися, що перші перетворилися на «дійних корів», а другі — на їхніх «пастухів» та захисників.
Мурашка-пастух підходить до попелиці, лоскоче її вусиками, а та негайно виділяє крапельку медяної роси. Пастух передає цю крапельку мурашці-носильникові, функція якого — доставити «мед» у мурашник. Мурашка охороняє попелицю і захищає її від сонечок і золотоочок, які харчуються попелицями.

## Еволюція
Попелиці виникли наприкінці крейдяного періоду близько 100 мільйонів років тому, але Aphidinae що становить близько половини описаних видів і родів попелиць, які живуть сьогодні походять від спільного предка, який мешкав наприкінці третинного періоду менше 10 мільйонів років тому.

## Роди
- Acyrthosiphon
- Allocotaphis
- Amphorophora
- Anoecia
- Anuraphis
- Aphidounguis
- Aphidura
- Aphis
- Asiphonaphis
- Astegopteryx
- Aulacorthum
- Betacallis
- Betulaphis
- Boernerina
- Brachycaudus
- Brachycolus
- Brachycorynella
- Brachysiphoniella
- Brevicoryne
- Brevisiphonaphis
- Calaphis
- Callipterinella
- Callipterus
- Capitophorus
- Cavariella
- Cerataphis
- Ceratovacuna
- Cervaphis
- Chaetomyzus
- Chaetosiphon
- Chaitophorus
- Chaitoregma
- Chromaphis
- Cinara
- Clethrobius
- Clydesmithia
- Coloradoa
- Cornaphis
- Cryptomyzus
- Crypturaphis
- Doralis
- Doraphis
- Drepanaphis
- Drepanosiphoniella
- Drepanosiphum
- Dysaphis
- Eomacrosiphum
- Epipemphigus
- Ericolophium
- Eriosoma
- Essigella
- Euceraphis
- Eulachnus
- Eumyzus
- Eutrichosiphum
- Fimbriaphis
- Forda
- Fullawaya
- Geopemphigus
- Glyphina
- Gootiella
- Greenidea
- Grylloprociphilus
- Hamamelistes
- Hannabura
- Hayhurstia
- Hormaphis
- Hyadaphis
- Hyalomyzus
- Hyalopterus
- Hyperomyza
- Hyperomyzus
- Hysteroneura
- Illinoia
- Indiaphis
- Indomasonaphis
- Ipuka
- Kakimia
- Lachnus
- Laingia
- Lambersaphis
- Latgerina
- Lipaphis
- Longicaudus
- Longistigma
- Macromyzus
- Macrosiphoniella
- Macrosiphum
- Maculolachnus
- Masonaphis
- Matsumuraja
- Megoura
- Melanaphis
- Melanocallis
- Mermitelocerus
- Mesocallis
- Metopeurum
- Metopolophium
- Micromyzodium
- Micromyzus
- Microsiphum
- Mimeuria
- Mollitrichosiphum
- Monaphis
- Monellia
- Mordvilkoja
- Mutillaphis
- Myzaphis
- Myzocallis
- Myzus
- Nagoura
- Nearctaphis
- Neoacyrthosiphon
- Neobetulaphis
- Neocranaphis
- Neomyzus
- Neopemphigus
- Neophyllaphis
- Neoprociphilus
- Neopterocomma
- Neotoxoptera
- Neuquenaphis
- Nippolachnus
- Nipponaphis
- Oestlundiella
- Orygia
- Ovatus
- Pachypappa
- Pachypappella
- Paducia
- Panaphis
- Paoliella
- Paracolopha
- Paramoritziella
- Paraprociphilus
- Patchiella
- Pemphigus
- Pentalonia
- Pergandeida
- Periphyllus
- Phloeomyzus
- Phorodon
- Phyllaphis
- Platyaphis
- Pleotrichophorus
- Plocamaphis
- Prociphilus
- Protrama
- Pseudaphis
- Pseudasiphonaphis
- Pseudocercidis
- Pseudopterocomma
- Pseudoregma
- Pterocallis
- Pterochloroides
- Pterocomma
- Pyrolachnus
- Radisectaphis
- Reticulaphis
- Rhodobium
- Rhopalosiphoninus
- Rhopalosiphum
- Sanbornia
- Sappaphis
- Schizaphis
- Schizolachnus
- Schizoneurella
- Schoutedenia
- Semiaphis
- Shenahweum
- Shizaphis
- Sinomegoura
- Sitobion
- Stomaphis
- Symydobius
- Takecallis
- Taoia
- Taxodium
- Tetraneura
- Thecabius
- Therioaphis
- Thoracaphis
- Tinocallis
- Tinocalloides
- Toxoptera
- Trama
- Trichaitophorus
- Trifidaphis
- Tuberocephalus
- Tuberolachnus
- Tubicauda
- Uroleucon
- Vesiculaphis
- Wahlgreniella
- Yamatocallis
- Yamatochaitophorus